# Elise Thorsnes
Elise Hove Thorsnes (Leikanger, 14 de agosto de 1988) é uma futebolista norueguesa que atua como atacante.

## Carreira
Elise Thorsnes integrou o elenco da Seleção Norueguesa de Futebol Feminino, nas Olimpíadas de 2008. 